# おくどうご3
おくどうご3は、愛媛阪神フェリーが運航していたフェリー。

## 概要
愛媛阪神フェリーの第三船として高知重工業で建造され、1976年2月に神戸 - 今治航路に就航した。来島どっくとの共有船。
本船の就航により、おくどうご2はダイヤモンドフェリーに用船された。
1998年、三宝海運の撤退によりほわいとさんぽう2が譲渡されたため、引退した。
その後、海外売船され、ギリシャのMed Link LinesでMARIA Gとなり、1998年7月にブリンディジ - イグメニツァ - パトラ - チェシュメ航路に就航した。
2004年、Endeavor Linesに売却され、ELLI Tとなった後、イタリアのMaritime Wayに傭船され、パトラ - イグメニツァ - ブリンディジ航路で運航された。
2006年以降はEndeavor Linesで運航されたが、2012年にEndeavor Linesが倒産したため、ピレウスで係船された。
その後、Romont Shippingに売却され、Cretan Linesがピレウス - レシムノン航路で運航した。
2014年9月以降は機関故障により係船されている。

### 就航航路
愛媛阪神フェリー
- 神戸港（東神戸フェリーセンター） - 今治港 - 松山港

1984年から1992年の間、松山港まで延長運航されていた。
Endeavor Lines
- パトラ - ザキンソス - イグメニツァ - ブリンディジ（2006年 - ）
- イグメニツァ - コルフ - ブリンディジ航路（2008年 - ）

## 設計
船体上部に設置された「おくどうご3」と船名が書かれた巨大な看板が外観の特徴となっていた。
旅客を重視した設計だった前船と比較して、車両搭載能力を重視した設計とされ、上層の車両甲板にも車高のある大型車が搭載可能となった。
また、その後、瀬戸内海航路に就航するフェリーで標準的となった車両甲板側面に連続した開口部を設ける構造を採用した。
船内設備はやや簡素化されたが、1981年に中距離航路としては異例の豪華船として就航したほわいとさんぽう2が同航路に就航したため、多少のグレードアップが図られた。
後に船室を船尾へ増設する改造を行い、総トン数と旅客定員が増加した。

## 船内
6階
- スカイラウンジ

5階
- 特別室「くるしま」「おくどうご」（4名×2室）
- 特等室（12室）
- 1等室（12室）
- 2等寝台（8名×6室）
- 浴室
- 案内所
- 日本庭園

4階
- 2等室（14区画）
- 2等寝台（8名×4室）
- ダイニングルーム
- ロビー
- 案内所
- 売店

2階
- ドライバールーム

## 事故・インシデント

### 貨物船との衝突
1984年6月9日、20時53分ごろ、松山港から今治港に向かっていた本船は、来島海峡の西口、来島海峡航路第2号灯浮標から北東に約100メートルの地点で、貨物船第七双葉丸と衝突した。第七双葉丸を右舷側から追い越そうとしていた本船が、航路に合わせて右転した第七双葉丸に接近、本船の左舷側船尾が第七双葉丸の右舷側船尾に前方から約15度の角度で衝突した。事故原因は、第七双葉丸を右舷後方から追越す態勢にあった本船が、第七双葉丸が航路西口で右転することを考慮して追越しを一時中止せず接近したことで発生したとされた。